# Leonard Cohen
Leonard Norman Cohen (pronunciado /ˈlɛnərd ˈkoʊən/; Westmount, Montreal, Quebec; 21 de septiembre de 1934 - Los Ángeles, California; 7 de noviembre de 2016) fue un cantautor, poeta y novelista canadiense.
Como músico desarrolló una carrera con una continua exploración de temas como la religión, la política, el aislamiento, las relaciones personales y la sexualidad, y ha sido definido por el crítico Bruce Eder como «uno de los cantantes y compositores más fascinantes y enigmáticos de finales de los 60». Cohen fue introducido en el Salón de la Fama del Rock and Roll de los Estados Unidos y en el Salón de la Fama Musical de Canadá. Recibió la Orden de Canadá, la Orden Nacional de Quebec y en 2011 fue galardonado con el Premio Príncipe de Asturias de las Letras.

## Biografía

### Primeros años (1934-1950)
Leonard Cohen nació el 21 de septiembre de 1934 en Westmount, un área anglófona de Montreal, Quebec, en Canadá, en una familia de clase media judía. Su madre, Marsha Klonitsky, era hija del rabino Solomon Klonitsky-Kline, de ascendencia lituana; Su abuelo paterno, cuya familia había emigrado desde Polonia, era Lyon Cohen, presidente fundador del Canadian Jewish Congress. Su padre, Nathan Cohen, que regentaba una tienda de ropa, falleció cuando Leonard tenía nueve años. Sobre su condición de Cohen, Leonard comentó: «Me dijeron que era un descendiente de Aarón, el sumo sacerdote».
Cohen acudió a la Roslyn Elementary School y, desde 1948, a la Westmount High School, donde se involucró en el consejo de estudiantes y estudió música y poesía. Al poco tiempo y durante su adolescencia, comenzó a interesarse por la poesía de Federico García Lorca. Aprendió a tocar la guitarra y formó The Buckskin Boys, un grupo de country-folk. Aunque comenzó tocando una guitarra acústica, pronto pasó a tocar una guitarra clásica, tras conocer a un joven guitarrista español que le enseñó «unos cuantos acordes y un poco de flamenco».
En esa época, Cohen frecuentaba Saint-Laurent Boulevard y comía en lugares como Main Deli Steak House. Según el periodista David Sax, Main Deli era el sitio donde Cohen y sus primos solían ir «a ver a los gánsteres, proxenetas y luchadores bailar alrededor de la noche». Cohen también disfrutaba visitando los bares de Old Montreal así como de Saint Joseph's Oratory, un lugar cerca de Westmount al que acudía con su amigo Mort Rosengarten a fumar o beber café. Después de salir de Westmount, Cohen se trasladó al barrio obrero de Little Portugal en Saint-Laurent Boulevard, donde leía su poesía en varios clubes de los alrededores. Durante esta época también escribió las letras de algunas de sus canciones más famosas en años venideros.

### Carrera como poeta (1951-1966)
En 1951, Cohen ingresó en la Universidad McGill de Montreal, donde llegó a ser presidente del Canadian University Society for Intercollegiate Debate y ganó el Chester Macaghten Literary Competition por los poemas «Sparrows» y «Thoughts of a Landsman». Publicó sus primeros poemas en marzo de 1954 en la revista CIV/n. La publicación también incluyó poemas de los profesores de Cohen, Irving Layton y Louis Dudek. Cohen se graduó al siguiente año con un B.A. degree, equivalente al título de grado español. En esa época, su poesía estuvo influida por autores literarios como William Butler Yeats, Irving Layton, Walt Whitman, Federico García Lorca, y Henry Miller. Su primer libro de poesía, Let Us Compare Mythologies (1956), fue publicado por Dudek como el primero de la serie McGill Poetry, un año después de su graduación. El libro contenía «poemas escritos cuando Cohen tenía entre quince y veinte años», y estaba dedicado a su fallecido padre.

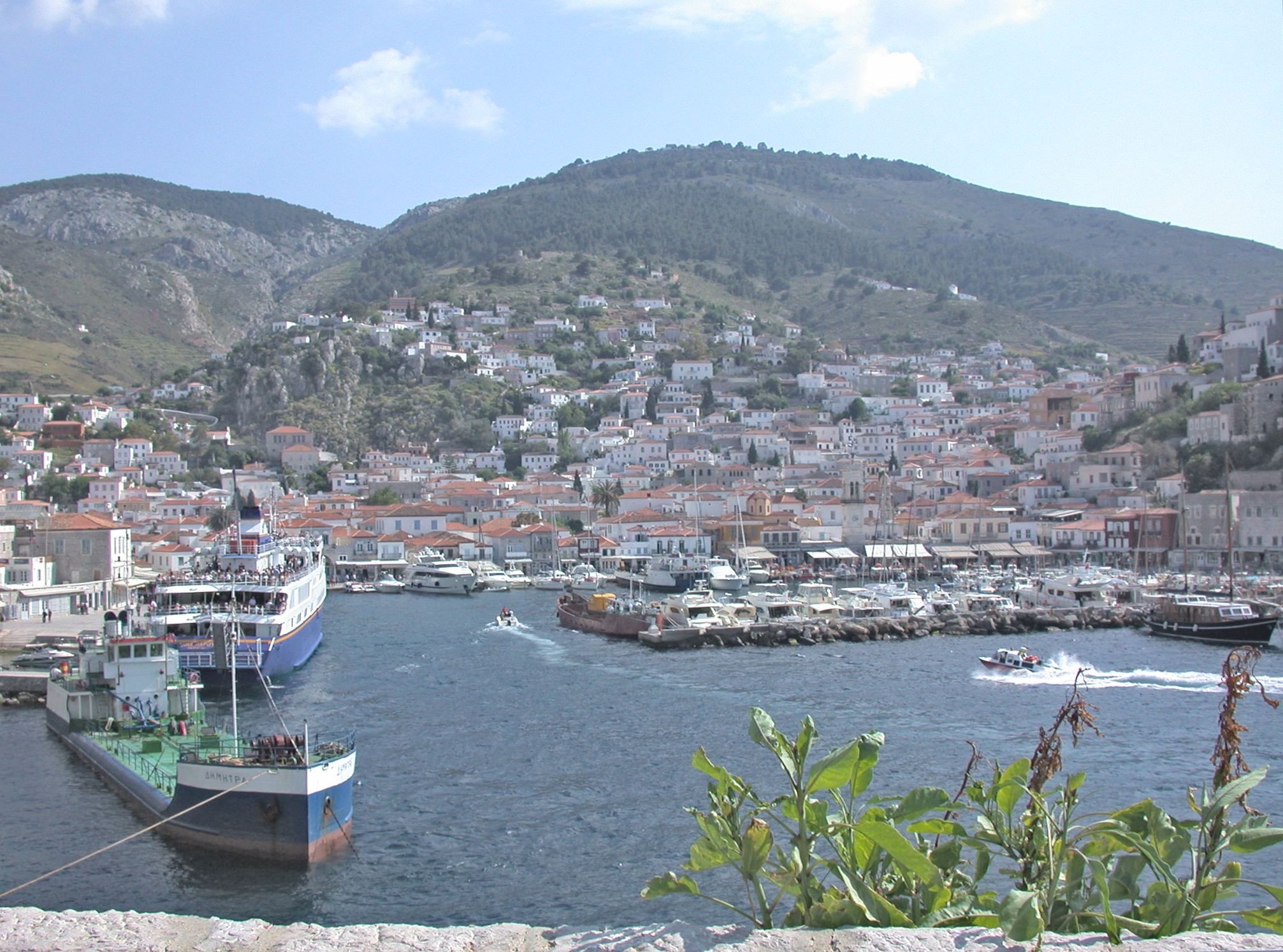
Hidra, isla griega donde Cohen escribió gran parte de su poesía durante la década de 1960.

Tras completar su carrera, Cohen pasó un año en la Facultad de Derecho de McGill, y otro año en la Escuela de Estudios Generales de la Universidad de Columbia. El músico describió su experiencia en la universidad como «pasión sin carne, amor sin clímax». En consecuencia, abandonó Nueva York y volvió a Montreal en 1957, donde trabajó en diversos oficios y se enfocó en la escritura de poesía y ficción, incluyendo los poemas de su siguiente libro, The Spice-ox of Earth (1961), el primero publicado por la editorial canadiense McClelland & Stewart. Afortunadamente para Cohen, su padre le había legado una renta tras su muerte, y el relativo éxito de The Spice-Box of Earth le ayudó a aumentar el público para su poesía y su proyección en la escena poética de Canadá. El libro también le ayudó a obtener el reconocimiento de la crítica como una nueva voz en la poesía canadiense. Ira Nadel, biógrafo de Cohen, comentó que «la reacción al libro una vez terminado era entusiasta y admiradora... El crítico Robert Weaver lo encontró poderoso y declaró que Cohen era probablemente el mejor poeta joven en la Canadá anglófona».
A lo largo de la década de 1960, Cohen continuó escribiendo poesía y ficción. Después de comprar una casa en Hidra, una isla griega de las Islas Sarónicas, prefirió vivir en circunstancias semireclusivas. Durante su estancia en Hydra, publicó la colección de poesías Flowers for Hitler (1964) y las novelas The Favourite Game (1963) y Beautiful Losers (1966). La primera era una novela de aprendizaje o bildungsroman sobre un joven que busca su identidad en la escritura. Por el contrario, Beautiful Losers recibió buena atención de la prensa canadiense y suscitó controversia debido a varios pasajes con detalles sexuales explícitos. El mismo año, también publicó Parasites of Heaven, otro libro de poemas, que junto con Beautiful Losers obtuvo escasas ventas.
Posteriormente, publicó menos poesía y se concentró en su creciente carrera musical. En 1978, publicó Death of a Lady's Man, su primer libro de poesía en varios años, y hasta 1984 no finalizó su siguiente libro, Book of Mercy, que obtuvo el premio Canadian Authors Association Literary Award a la poesía. Book of Mercy incluyó cincuenta poemas influidos por escritos Zen y por el Talmud, a los que el propio músico se refirió como «oraciones». En 1993 publicó Stranger Music: Selected Poems and Songs, y en 2006, tras diez años de retraso y reescrituras, Book of Longing, dedicado al poeta Irving Layton. A finales de la década de 1990 y comienzos de la siguiente, parte del poemario y de las letras de Cohen se estrenaron en la web The Leonard Cohen Files, incluyendo la versión original de «A Thousand Kisses Deep», posteriormente adaptada como canción.
Su carrera literaria fue premiada con el Premio Príncipe de Asturias de las Letras en la 31.ª edición de los premios.

## Carrera musical

### Inicios:Songs of Leonard CohenaRecent Songs(1967-1979)
En 1967, decepcionado por su falta de éxito como escritor, Cohen se trasladó a los Estados Unidos para comenzar una carrera como cantautor folk. Su canción «Suzanne» fue un notable éxito de la mano de Judy Collins, y durante muchos años fue su canción más versionada. Tras tocar en varios festivales de folk, ganó la atención de John H. Hammond, representante de Columbia Records, que años antes fichó a Bob Dylan para la compañía.
El primer álbum de Cohen con Columbia fue Songs of Leonard Cohen (1967). Aunque Hammond iba a producir el disco, fue reemplazado por el productor John Simon. Simon y Cohen chocaron en temas como la instrumentación y las mezclas: Cohen quería un álbum con un sonido libre, pero Simon pensaba que las canciones podían beneficiarse de una orquestación. Según el biógrafo Ira Nadel, aunque Cohen fue capaz de hacer cambios en las mezclas, algunas de las adiciones de Cohen «no podían ser retiradas de una cinta maestra de cuatro pistas». Aun así, Songs of Leonard Cohen obtuvo un notable éxito en los Estados Unidos y en el Reino Unido, país donde pasó casi un año en las listas de ventas. Varias de las canciones de Songs of Leonard Cohen fueron versionadas por otros artistas de folk como James Taylor y Judy Collins. «The Stranger Song», «Winter Lady» y «Sisters of Mercy» fueron incluidas en la banda sonora del largometraje McCabe & Mrs. Miller.

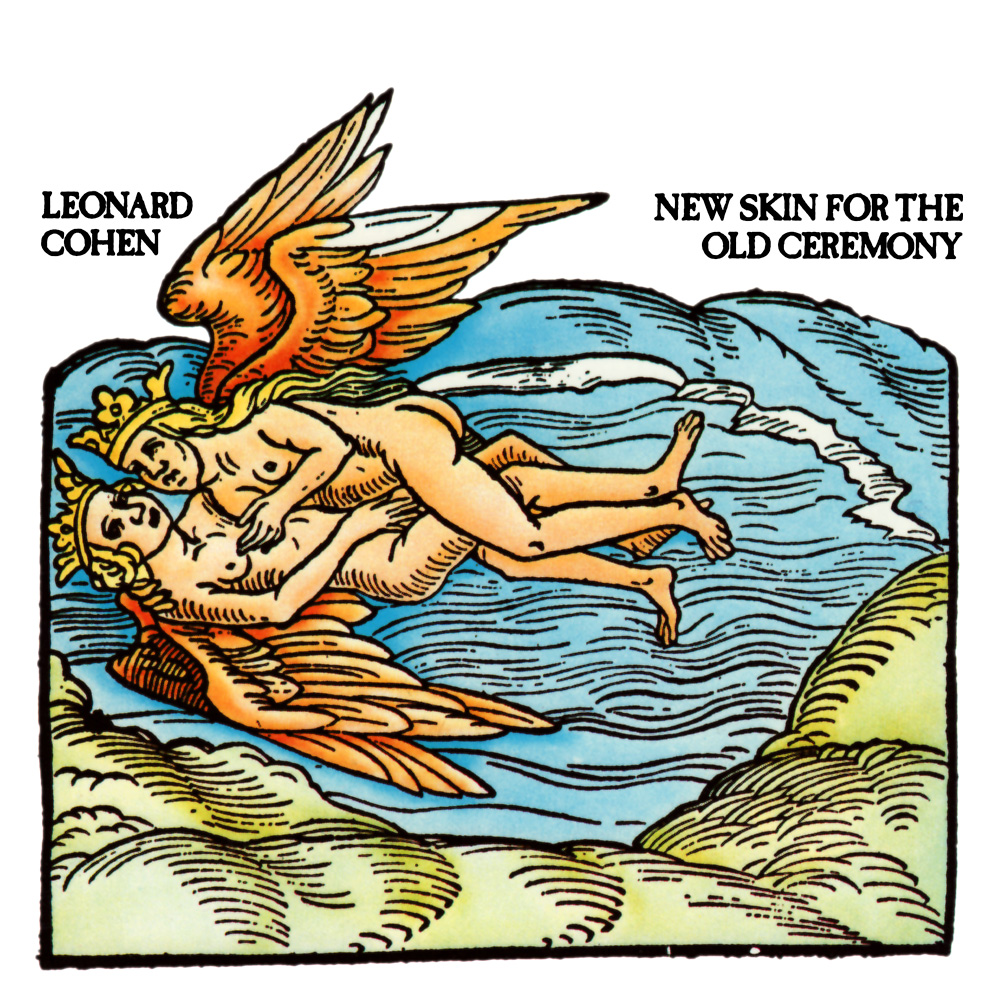
New Skin for the Old Ceremony fue la primera colaboración de Cohen con John Lissauer.

A Songs of Leonard Cohen le siguieron Songs from a Room (1969) y Songs of Love and Hate (1971), ambos producidos en Nashville por Bob Johnston, que ayudó a Cohen a conseguir el sonido que quería para su primer trabajo. En 1970, Cohen salió por primera vez de gira por los Estados Unidos, Canadá y Europa, y actuó en el Festival de la Isla de Wight. Dos años después, volvió a salir de gira por Europa e Israel con amigos como Charlie Daniels y el productor Johnston. Ambas giras estuvieron representadas en el álbum Live Songs. La gira de 1972 fue también filmada por Tony Palmer bajo el título de Bird on a Wire, revisada por Cohen y publicada en 1974. La edición original de Palmer se recuperó en 2010.
En 1974 comenzó una asociación musical con el pianista y arreglista John Lissauer. Ambos salieron de gira por Europa, Estados Unidos y Canadá entre finales de 1974 y comienzos de 1975, en apoyo del nuevo álbum de Cohen, New Skin for the Old Ceremony, producido y arreglado por el propio Lissauer. A finales de 1975, Cohen y Lissauer llevaron a cabo una serie de conciertos en Norteamérica con una nueva banda, en los que incluyó nuevas canciones para un álbum en progreso, coescrito por Cohen y Lissauer y titulado Songs for Rebecca. Sin embargo, ninguna de las grabaciones de la gira se publicaron oficialmente, y el álbum se abandonó en 1976. reescribió y recuperó parte de las canciones para Death of a Ladies' Man, un álbum producido por Phil Spector.
Tras el lanzamiento en Europa de The Best of Leonard Cohen, el músico volvió a salir de gira, sin Lissauer, con una nueva banda y con cambios en el sonido y en los arreglos. Laura Branigan fue una de las coristas durante la gira, que incluyó canciones inéditas como «Everybody's Child» y «Storeroom», publicadas como temas extra en la reedición en 2007 de Songs of Leonard Cohen, así como el tema «Do I Have to Dance All Night?», publicado como sencillo con la canción «The Butcher». Entre abril y julio, Cohen ofreció 55 conciertos, incluyendo su primera aparición en el Festival de Jazz de Montreux.
Una vez finalizada la gira por Europa, Cohen volvió a intentar un nuevo cambio en su estilo musical con Death of a Ladies' Man, un álbum caracterizado por la producción musical de Spector, con una densa instrumentación en contraposición al minimalismo musical de sus primeros trabajos. La grabación estuvo llena de dificultades: Spector mezcló el álbum en secreto, a espaldas de Cohen, y el músico llegó a comentar que lo amenazó con una ballesta. El músico comentó que el resultado final le pareció «grotesco», pero al mismo tiempo «semivirtuoso». Cohen no tomó parte en la promoción del álbum, aunque en sucesivas giras llegó a interpretar «Memories» y «Iodine», dos temas del álbum. Sin embargo, ninguna canción de Death of a Ladies' Man fue incluida en los recopilatorios More Best of Leonard Cohen y The Essential Leonard Cohen.
Recent Songs, publicado dos años después, supuso un retorno al estilo tradicional de sus primeros trabajos y fue el primero coproducido por el propio Cohen. El álbum incluyó la participación de Passenger, una banda de jazz fusión que el músico conoció a través de Joni Mitchell y que introdujo en el registro de Cohen instrumentos como el violín, la mandolina y el laúd árabe . El álbum fue promocionado con una nueva gira mundial, con el apoyo de Jennifer Warnes y Sharon Robinson como coristas. Field Commander Cohen: Tour of 1979, publicado en 2000, incluyó grabaciones en directo de la gira de 1979.

### Década de 1980:Various PositionsyI'm Your Man(1984-1991)

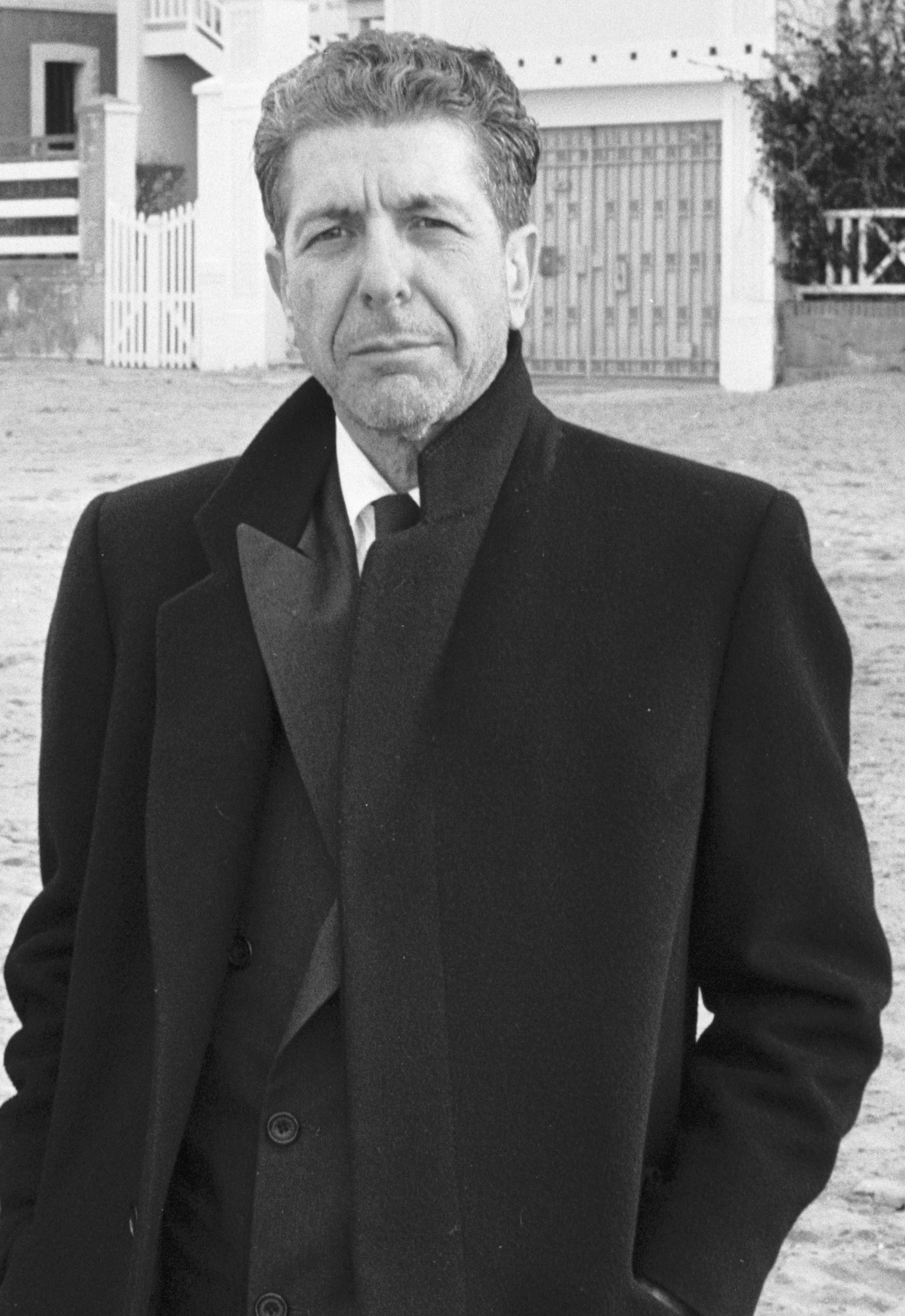
Leonard Cohen en 1988.

A comienzos de la década de 1980, Cohen coescribió el documental musical Night Magic con Lewis Furey. Lissauer produjo su siguiente trabajo, Various Positions, publicado en diciembre de 1984. El álbum incluyó «Dance Me to the End of Love», promocionado con el primer videoclip del músico, dirigido por el fotógrafo francés Dominique Isserman, así como «Hallelujah», su canción más versionada. Cohen apoyó el lanzamiento de Various Positions con su gira más extensa a través de Europa y Australia, así como con las primeras fechas en Canadá y Estados Unidos desde 1975. La gira supuso su primera colaboración con Anjani Thomas, futura compañera sentimental y corista del grupo. El grupo tocó en el Festival de Jazz de Montreux y en el Roskilde Festival, y ofreció varios conciertos en Polonia, coincidiendo con el estado de Ley Marcial, en los que interpretó «The Partisan», himno del sindicato independiente Solidaridad. Durante los años 80, una gran parte de las canciones de Cohen fueron interpretadas en polaco por Maciej Zembaty.
En 1986, el músico apareció en un episodio de la serie de televisión Miami Vice. Un año después, el álbum tributo de Jennifer Warnes Famous Blue Raincoat ayudó a restaurar la carrera musical de Cohen en los Estados Unidos. En 1988, publicó I'm Your Man, un álbum con un marcado uso de sintetizadores y con letras que incluyeron comentarios sociales. El álbum, auto-producido por Cohen, fue uno de sus mayores éxitos comerciales, y fue promocionado con un vídeo grabado en blanco y negro por Dominique Isserman y rodado en la playa de Normandía. Cohen promocionó I'm Your Man con varias entrevistas en televisión y una extensa gira por Europa, Canadá y los Estados Unidos. Varios conciertos fueron emitidos en canales de televisión estadounidenses y en estaciones de radio. La gira consolidó la estructura básica de futuras giras, con conciertos de tres horas de duración divididos en dos actos. Aunque no se publicó íntegro ninguno de los conciertos, varias grabaciones de la gira se recopilaron en el álbum Cohen Live (1994).

### Década de 1990:The Futurey reclusión monástica (1992-1999)
El uso de la canción «Everybody Knows» en la banda sonora de Pump Up the Volume y en la película canadiense Exótica favoreció una mayor exposición de la música de Cohen a una nueva generación. En 1992, Cohen publicó The Future, que exhorta, a menudo en términos proféticos, a la perseverancia, la reforma y la esperanza ante sombrías perspectivas. Tres canciones de The Future —«Waiting for the Miracle», «The Future» y «Anthem»— se incluyeron en la película Natural Born Killers.
Al igual que en I'm Your Man, las letras de The Future reflejaron un mayor interés por malestares políticos y sociales, con «The Future» inspirada parcialmente en los disturbios de Los Ángeles de 1992. El músico promocionó el álbum con dos videoclips de «Closing Time» y «The Future», y volvió a salir de gira por Europa, Estados Unidos y Canadá con el respaldo de la misma banda de su anterior gira. Una selección de canciones, mayoritariamente grabadas durante la etapa canadiense de la gira, se incluyeron en el álbum Cohen Live.
Un año después, Cohen publicó Stranger Music: Selected Poems and Songs, su primer libro de poemas en varios años, en el que había estado trabajando desde 1989. En 1994, comenzó una reclusión de cinco años en Mount Baldy Zen Center, un centro zen cerca de Los Ángeles. Dos años después, fue ordenado monje budista de la escuela Rinzai con el nombre de Jikan, que significa «silencio», y sirvió como asistente personal de Kyozan Joshu Sasaki.
En 1997, supervisó la selección de canciones y el lanzamiento del recopilatorio More Best of Leonard Cohen, que incluyó «Never Any Good», una canción inédita, y la pieza experimental «The Great Event». La primera fue rechazada de un álbum que el músico comenzó a grabar a mediados de la década y que no llegó a terminar, en el que anunció canciones como «In My Secret Life» y «A Thousand Kisses Deep», posteriormente regrabada con Sharon Robinson en Ten New Songs.

### Cohen en elsigloXXI:Ten New SongsyDear Heather(2000-2004)
Tras abandonar su reclusión monástica, Cohen volvió al estudio de grabación en mayo de 1999. Comenzó a contribuir frecuentemente con la página web The Leonard Cohen Files, enviando nuevos poemas y dibujos de Book of Longing y primeras versiones de nuevos temas como «A Thousand Kisses Deep». La sección de la web con las contribuciones del músico fue titulada como «The Blackening Pages».
Tras dos años de producción, Cohen publicó en 2001 Ten New Songs, su primer disco en casi una década, con una fuerte influencia de Sharon Robinson. El álbum, grabado en los estudios personales de Cohen y Robinson, incluyó la canción «Alexandra Leaving», una adaptación del poema «The God Abandons Antony», del poeta griego Constantino Cavafis. El álbum obtuvo un notable éxito en Canadá y Europa, y fue apoyado por el sencillo «In My Secret Life» con un videoclip dirigido por Floria Sigismondi.
En octubre de 2004, Cohen publicó Dear Heather, una colaboración musical con la cantante y compañera sentimental Anjani Thomas, aunque Robinson también participó en tres canciones. En contraposición a Ten New Songs, Dear Heather refleja un cambio en el estado de ánimo de Cohen, que el propio músico atribuyó en diversas entrevistas al budismo zen. Aunque no promocionó el álbum, publicó un video musical de la canción «Because Of» dirigido por su hija Lorca Cohen.
Dos años después, Anjani publicó Blue Alert, un álbum de canciones coescritas con Cohen. El álbum incluyó un arreglo musical de «As the mist leaves no scar», un poema previamente publicado en The Spice-Box of Earth en 1961, y una nueva adaptación de «True Love Leaves No Traces», del álbum Death of a Ladies' Man. Blue Alert también incluyó una versión de «Nightingale», publicada dos años antes en Dear Heather. «Blue Alert» y «Half the Perfect World» fueron posteriormente versionadas por Madeleine Peyroux en su álbum Half the Perfect World (2006).
Antes de embarcarse en una nueva gira, y sin terminar un nuevo álbum que comenzó a grabar en 2006, Cohen contribuyó con varias canciones a discos de otros artistas. Regrabó «Tower of Song» con Thomas y U2 para el documental tributo Leonard Cohen I'm Your Man, y recitó las canciones «The Sound of Silence» y «The Jungle Line» en los álbumes Tribute to Paul Simon: Take Me to the Mardi Gras y River: The Joni Letters respectivamente. En 2008, recitó el poema «Since You've Asked» en el álbum Born to the Breed: A Tribute to Judy Collins.

### Problemas financieros yBook of Longing(2005-2007)

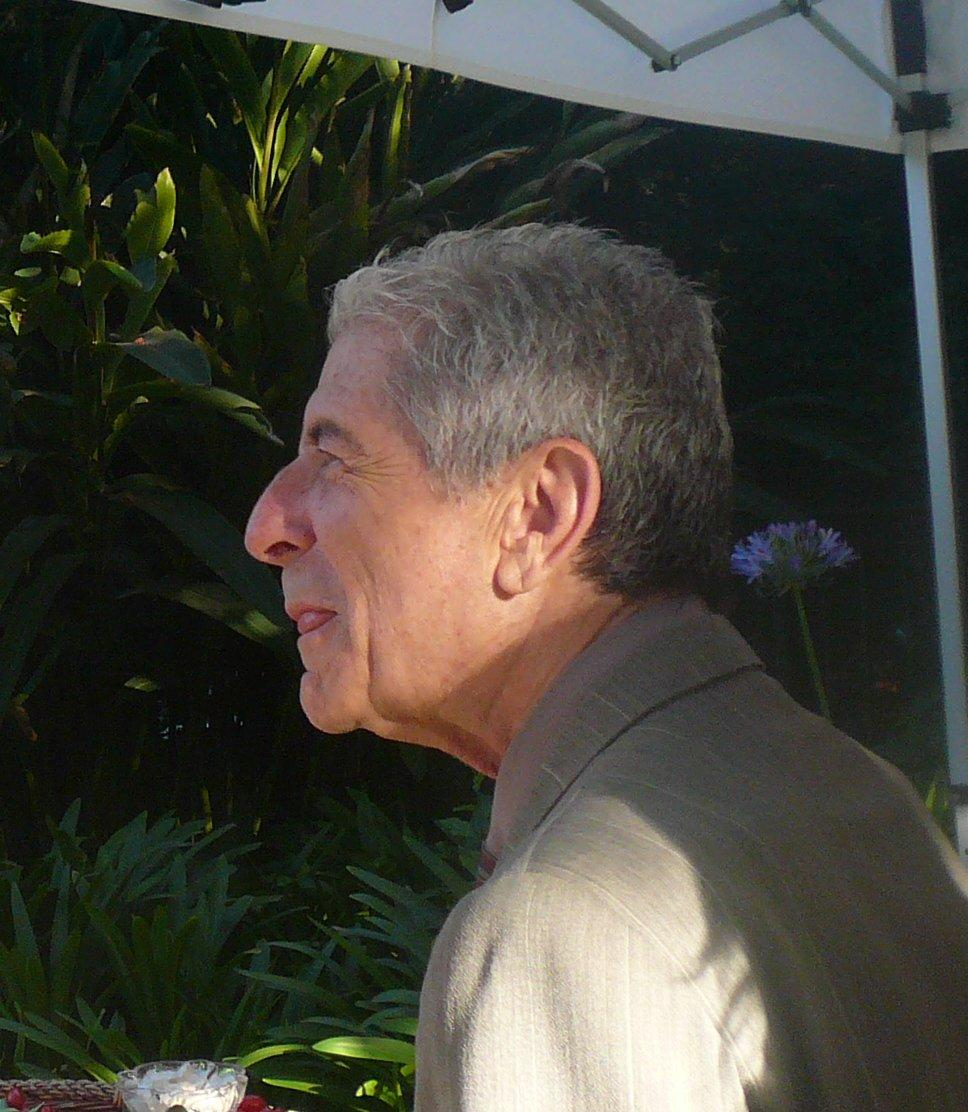
Leonard Cohen en 2007.

Sylvie Simmons escribió que Kelley Lynch, representante del músico, «se hizo cargo de los negocios de Leonard.... [y no fue] simplemente su representante, sino una amiga cercana, casi parte de la familia». Sin embargo, Simmons escribió que a finales de 2004, Lorca Cohen, hija del músico, comenzó a sospechar de irregularidades financieras, y cuando Cohen comprobó sus cuentas bancarias, observó que había pagado, sin su consentimiento, una factura de 75.000 dólares a nombre de Lynch y que parte de su dinero, incluyendo fondos fiduciarios de caridad y planes de jubilación, había desaparecido. Cohen descubrió que la pérdida de dinero había comenzado en 1996, cuando Lynch comenzó a vender los derechos de autor del músico a pesar de que no tenía ninguna necesidad económica para hacerlo.
El 8 de octubre de 2005, Cohen denunció a Lynch, alegando que se había apropiado indebidamente de más de cinco millones de dólares, dejando al músico solo con 150.000 dólares. En respuesta, Cohen fue a su vez demandado por antiguos compañeros de trabajo. Un año después, Cohen ganó una demanda judicial en la que se condenaba a Lynch a pagar nueve millones de dólares; sin embargo, Lynch ignoró la sentencia y no respondió a una citación al respecto. Como resultado, Cohen no fue capaz de cobrar la cantidad adjudicada.
En marzo de 2012, Lynch fue arrestada en Los Ángeles por violar una orden de protección permanente que le prohibía comunicarse con Cohen. En abril, el jurado la encontró culpable de los cargos y fue sentenciada a dieciocho meses de prisión y cinco años de libertad condicional. Durante el juicio, Cohen dijo: «No es para mí un placer ver a mi antigua amiga esposada a una silla en un tribunal de justicia, sus considerables dones doblados al servicio de la oscuridad, el engaño y la venganza. Es mi ruego que la señorita Lynch se refugie en la sabiduría de su religión, que un espíritu de comprensión convierta su corazón del odio al arrepentimiento».
Una década después de publicar Stranger Music: Selected Poems and Songs, Cohen volvió al terreno literario con Book of Longing. Publicado en mayo de 2006, las primeras 1500 copias vendidas a través de Internet y firmadas por el autor fueron vendidas en unas horas, convirtiéndose al poco tiempo en un best seller en Canadá. El 13 de mayo, hizo su primera aparición pública en trece años durante una firma de libros en una tienda de Toronto. Durante la firma, también cantó «So Long, Marianne» y «Hey, That's No Way to Say Goodbye», acompañado de Barenaked Ladies y Ron Sexsmith.
En 2006, Philip Glass compuso música para el libro Book of Longing. Tras una serie de conciertos que incluyeron textos hablados y grabados por Cohen y el acompañamiento de Glass en los teclados y de cuatro coristas, la compañía Orange Mountain Music publicó Book of Longing. A Song Cycle based on the Poetry and Artwork of Leonard Cohen, un doble disco con la grabación del trabajo.

### Gira mundial,Live in LondonySongs from the Road(2008-2010)

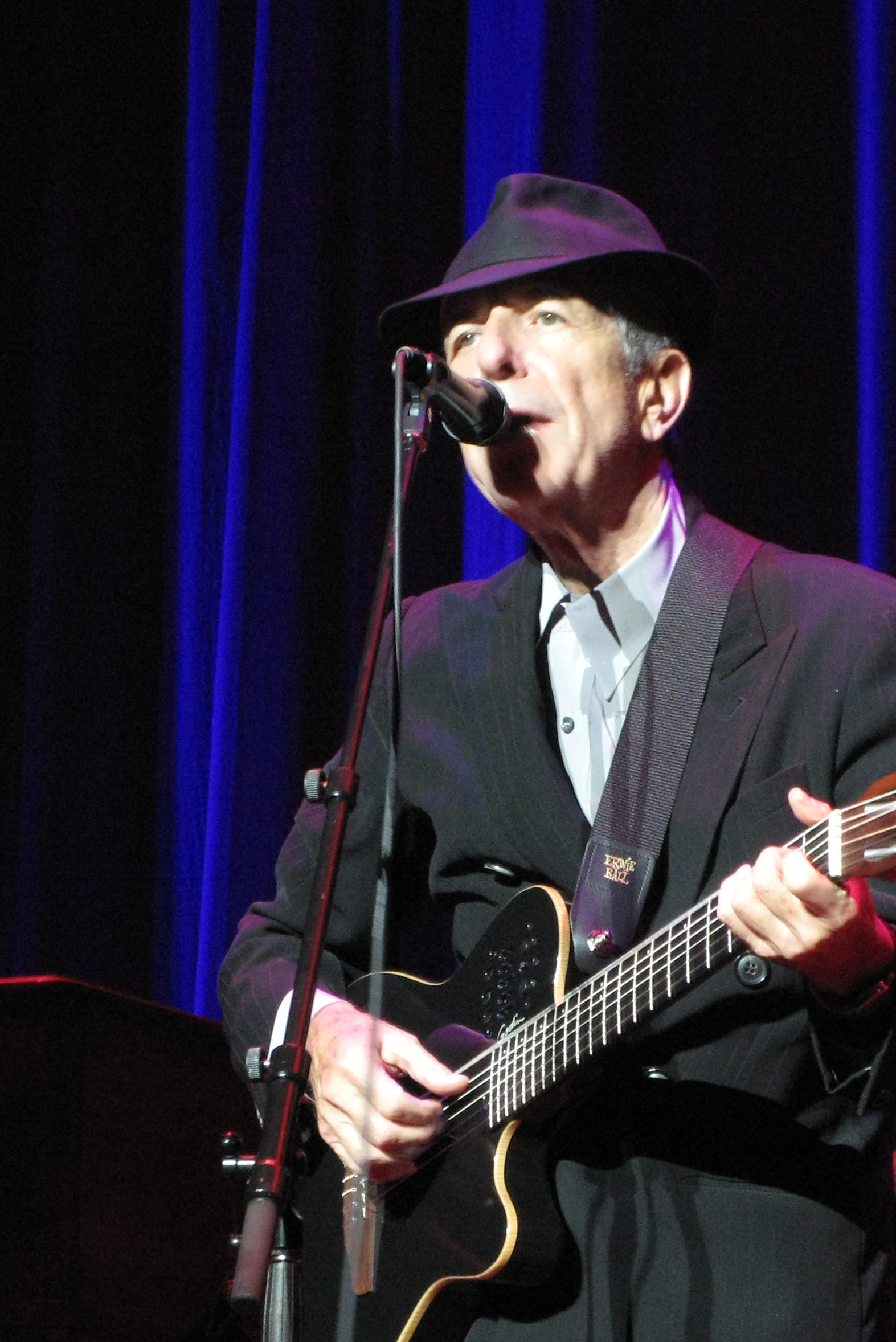
Leonard Cohen en 2008.

El 13 de enero de 2008, Cohen anunció su primera gira mundial en quince años. Comenzó el 11 de mayo en Fredericton, Nuevo Brunswick y se extendió hasta noviembre de 2010. Incluyó una primera parte en verano de 2008 por Canadá y Europa, con conciertos en The Big Chill, el Festival de Jazz de Montreux y el Festival de Glastonbury, entre otros. También ofreció dos conciertos en el O2 Arena de Londres, mientras que en Dublín fue el primer artista en inaugurar el IMMA, donde tocó los días 13, 14 y 15 de junio. En 2009, los conciertos fueron galardonados con el premio Meteor Music Award al mejor concierto internacional del año.
Entre septiembre y noviembre del mismo año, Cohen ofreció conciertos en países europeos como Austria, Alemania, Irlanda, Italia, Polonia, Rumania y Noruega. En Londres, volvió a tocar de nuevo en el O2 Arena y ofreció otros dos conciertos en el Royal Albert Hall.
El 21 de marzo de 2009, Cohen publicó Live in London, un doble álbum y DVD grabado en directo durante el concierto que ofreció en el O2 Arena de Londres el 17 de julio de 2008. El álbum incluyó veinticinco canciones interpretadas durante una concierto de dos horas y media, y supuso la primera publicación oficial en DVD de la carrera de Cohen. En paralelo al lanzamiento de Live in London,  entre enero y febrero de 2009 Cohen emprendió una tercera etapa de su gira por Nueva Zelanda y Australia. En apoyo a los afectados por los incendios forestales que asolaron Victoria en febrero de 2009, Cohen donó 200.000 dólares a la asociación Victorian Bushfire Appeal, semanas antes de ofrecer un concierto en la localidad.
El 19 de febrero de 2009, Cohen ofreció su primer concierto en quince años en Estados Unidos, en el Beacon Theatre de Nueva York. Fue el único concierto de esta dilatada gira que se emitió a través de National Public Radio y está disponible como podcast. La etapa norteamericana de la gira comenzó el 1 de abril e incluyó conciertos en festivales como el Coachella Valley Music and Arts Festival.
El 1 de julio de 2009, volvió a Europa con una nueva etapa de su gira, con conciertos generalmente en estadios y festivales de Alemania, Francia, España, Irlanda, Reino Unido, Serbia, República Checa, Hungría, Turquía y Rumanía, entre otros. El concierto ofrecido en The O2 de Dublín volvió a ganar el premio Meteor Music Award. Además, el 3 de agosto, el músico ofreció un concierto al aire libre en la plaza de San Marcos de Venecia. El último concierto de esta etapa tuvo lugar el 24 de septiembre en Tel Aviv, Israel, tres días después del 75.º cumpleaños del músico.
La sexta etapa de la gira de 2009 recorrió Estados Unidos, con quince conciertos entre octubre y noviembre, durante los cuales estrenó dos nuevas canciones, «Feels So Good» y «The Darkness». Con la gira de 2009, Cohen obtuvo unas ganancias de 9,5 millones de dólares, colocando al músico en el puesto 29 de las giras con mayor recaudación del año según la revista Billboard.
A pesar de llevar dos años en la carretera, la gira de 2008 y 2009 se prorrogó hasta 2010. Aunque originalmente anunció nuevas fechas por Europa para marzo de 2010, se pospusieron a septiembre y diciembre debido a una lesión en la espalda. Titulada World Tour 2010, la gira comenzó el 25 de julio en el Arena Zagreb de Croacia, país donde dieciséis álbumes del músico entraron simultáneamente en la lista de discos más vendidos durante la semana del concierto. En diciembre, el diario nacional Vjesnik situó el concierto de Cohen entre los cinco eventos culturales más importantes de Croacia. La gira continuó en agosto con paradas en Austria, Bélgica, Alemania, Noruega, Suecia e Irlanda, país donde Cohen ofreció su octavo concierto en apenas dos años. El 12 de agosto, Cohen tocó el concierto número 200 de la gira en Gotemburgo, Suecia.
El 14 de septiembre, Columbia Records publicó Songs From The Road, un doble CD y DVD con canciones grabadas a lo largo de la gira de 2008 y 2009. La siguiente etapa comenzó el 28 de octubre en Nueva Zelanda y continuó en Australia, incluyendo un concierto al aire libre en Hanging Rock, cerca de Melbourne. La gira finalizó el 11 de diciembre, tras ofrecer siete conciertos en Vancouver, Portland, Victoria, Oakland y Las Vegas, con su concierto número 246.

### Premio Príncipe de Asturias,Old Ideasy nueva gira (de 2011 en adelante)
En 2011, la producción poética de Cohen se presentó en Everyman's Library Pocket Poets con una selección de Poems and Songs editada por Robert Faggen. La colección incluyó selecciones de todos los libros de Cohen y la letra de seis nuevas canciones. Tres de ellas, «A Street» —recitada en 2006—, «Feels So Good» —interpretada en directo entre 2009 y 2010— y «Born in Chains» —estrenada en 2010—, se incluyeron en Old Ideas.
En octubre del mismo año, recogió en Oviedo el Premio Príncipe de Asturias de las Letras. En su discurso al recibir el premio, Cohen hizo referencia a la influencia española en su obra, especialmente a las enseñanzas de un guitarrista español, al dramaturgo Federico García Lorca y a la guitarra española Conde que posee desde finales de la década de 1960. Tras aceptar el premio, el músico donó los 50.000 euros del premio a la Universidad de Oviedo para impulsar una cátedra en su nombre. Este proyecto, singular y único en España, ha sido concebido como "un lugar de encuentro entre la poesía y la música, entre los creadores y su público, entre el arte y la sociedad", tal como se recoge en el convenio firmado por el rector de la Universidad de Oviedo,Vicente Gotor, y por el artista Leonard Cohen.
Tal y como establece el citado convenio la Cátedra Leonard Cohen tiene como objetivos:
- "Incentivar el conocimiento, difusión, formación e investigación sobre aspectos relacionados con la obra de Leonard Cohen y la creación poética y musical.

- Programar actividades culturales en torno al artista canadiense y a la creación poética y musical (conferencias, mesas, redondas, exposiciones, conciertos, congresos, seminarios, talleres,premios literarios, etc.).

- Favorecer y patrocinar equipos y trabajos de investigación en las áreas y materias propias de su objeto, por medio de becas o cualquier otro tipo de acción.

- Difundir los resultados de sus proyectos e iniciativas".[48]

La cátedra gestionada por la Universidad de Oviedo, a través del vicerrectorado de Extensión Universitaria y Comunicación, cuenta como director con el escritor Javier García Rodríguez, titular de Teoría de la Literatura y Literatura Comparada de dicha Universidad y con una dilatada trayectoria en el ámbito cultural, especialmente en poesía, cine y música.
Old Ideas, su primer álbum en ocho años, publicó el 31 de enero de 2012. El álbum, cuya edición española incluyó una traducción libre de las letras realizada por Joaquín Sabina, se convirtió en el mayor éxito comercial del músico, al alcanzar el primer puesto de las listas de discos más vendidos de Bélgica, Canadá, Croacia, España, Hungría, Noruega, Nueva Zelanda, Finlandia, Países Bajos, Polonia y República Checa. Old Ideas también llegó al top 10 de países como Alemania, Australia, Austria, Dinamarca, Estados Unidos, Francia, Irlanda, Reino Unido, Portugal y Suiza.
Previo al lanzamiento de Old Ideas, Cohen promocionó el álbum con un videoclip y una descarga gratuita del sencillo «Show Me the Place». Por otra parte, la letra de la canción «Goin' Home» fue publicada como poema en el diario The New Yorker en enero de 2012. El álbum entero se publicó en formato streaming el 22 de enero en NPR, y un día después en The Guardian.
En agosto de 2012, Cohen se embarcó en una nueva gira mundial como promoción de Old Ideas, añadiendo un violinista a su banda de apoyo, llamada Unified Heart Touring Band. La primera etapa, con conciertos por Europa, finalizó el 7 de octubre y fue seguida por una segunda etapa de 56 conciertos en Norteamérica entre noviembre y diciembre. Entre abril y mayo de 2013, regresó con una etapa por Norteamérica, seguida de otra europea en verano. Entre noviembre y diciembre, ofreció varios conciertos en Australia y Nueva Zelanda.
En septiembre de 2014, coincidiendo con su octogésimo cumpleaños, publicó Popular Problems. Producido por Patrick Leonard y definido como «un retorno triunfal a la escena en vivo reflejado en el gutural aplomo de su voz», obtuvo un éxito similar al de Old Ideas dos años antes. Alcanzó el primer puesto en las listas de discos más vendidos de países como Austria, Canadá, Dinamarca, Noruega, Nueva Zelanda, Países Bajos, Portugal y Suiza. Tan solo 2 meses y medio después, el 2 de diciembre de 2014, se puso a la venta Live in Dublin, un triple CD + DVD/Blu-Ray. El álbum fue grabado en el O2 Arena de Dublín, Irlanda en septiembre de 2013, con motivo de la gira Old Ideas Tour, en promoción de su álbum Old Ideas de 2012.
En 2016, Leonard Cohen lanza su decimocuarto álbum de estudio You Want It Darker, publicado por la compañía discográfica Columbia Records. El disco fue producido por el hijo del artista, Adam Cohen.
You Want It Darker fue anunciado oficialmente el 12 de agosto a través de la web oficial de Cohen. Parte del primer sencillo —titulado como el propio álbum— fue estrenado con anterioridad en la serie británica Peaky Blinders. El 21 de septiembre este fue publicado en su totalidad con motivo del cumpleaños número ochenta y dos del cantautor.
En 2018 se edita, de forma póstuma, su poemario La llama, que recoge una serie de poemas inéditos que el propio Cohen había seleccionado antes de fallecer, a los que se añaden una selección versos rescatados de sus cuadernos, las letras de sus últimos 3 discos, las letras del disco de Anjani Blue Alert, y el discurso de aceptación del Premio Príncipe de Asturias de 2011; además de numerosos dibujos realizados por el propio Cohen.
Kanye West is not Picasso es un poema escrito por Cohen en 2015 y publicado de manera póstuma en La Llama donde, de manera ingeniosa intenta provocar un Diss vs Kanye West, que en el mundo del Rap y el Hip Hop es el inicio de una guerra verbal a través de canciones y frases que a veces, asciende a un Beef; un ida y vuelta continuo entre dos o más artistas del género. Ya Cohen se había pronunciado en diversas ocasiones contra los críticos y aficionados que de manera errónea comparan figuras actuales con grandes artistas del pasado, quizá esta era la intención del poeta y cantautor canadiense al jugar con el tema. Todo esto pareciera que tiene como antecedente un concierto de Kanye West en donde proclamó: “Soy Picasso, soy Miguel Ángel, soy Basquiat, soy Walt Disney, soy Steve Jobs” 
El 22 de noviembre de 2019 sale a la luz Thanks for the Dance un álbum de estudio póstumo del cantautor canadiense, publicado por la compañía discográfica Columbia Records Es la primera publicación de Cohen tras su fallecimiento en noviembre de 2016 e incluye la colaboración de músicos como Beck, Jennifer Warnes, Damien Rice y Leslie Feist. La canción «The Goal» fue publicada como primer sencillo el 20 de septiembre.

## Fallecimiento
Falleció el 7 de noviembre de 2016 a la edad de 82 años en su casa de Los Ángeles (California, Estados Unidos). El apoderado del artista, Robert Kory, reveló varios días después que «Leonard Cohen murió durante su sueño justo después de una caída en mitad de la noche el 7 de noviembre. La muerte fue repentina, inesperada y pacífica».
Su hijo Adam declaró: «Mi padre murió en paz en su casa sabiendo que había grabado lo que él sentía era uno de sus mejores discos (You Want It Darker)». De acuerdo con sus deseos, fue enterrado en Montreal al lado de sus padres en un ataúd de pino sin adornos.

## Temas

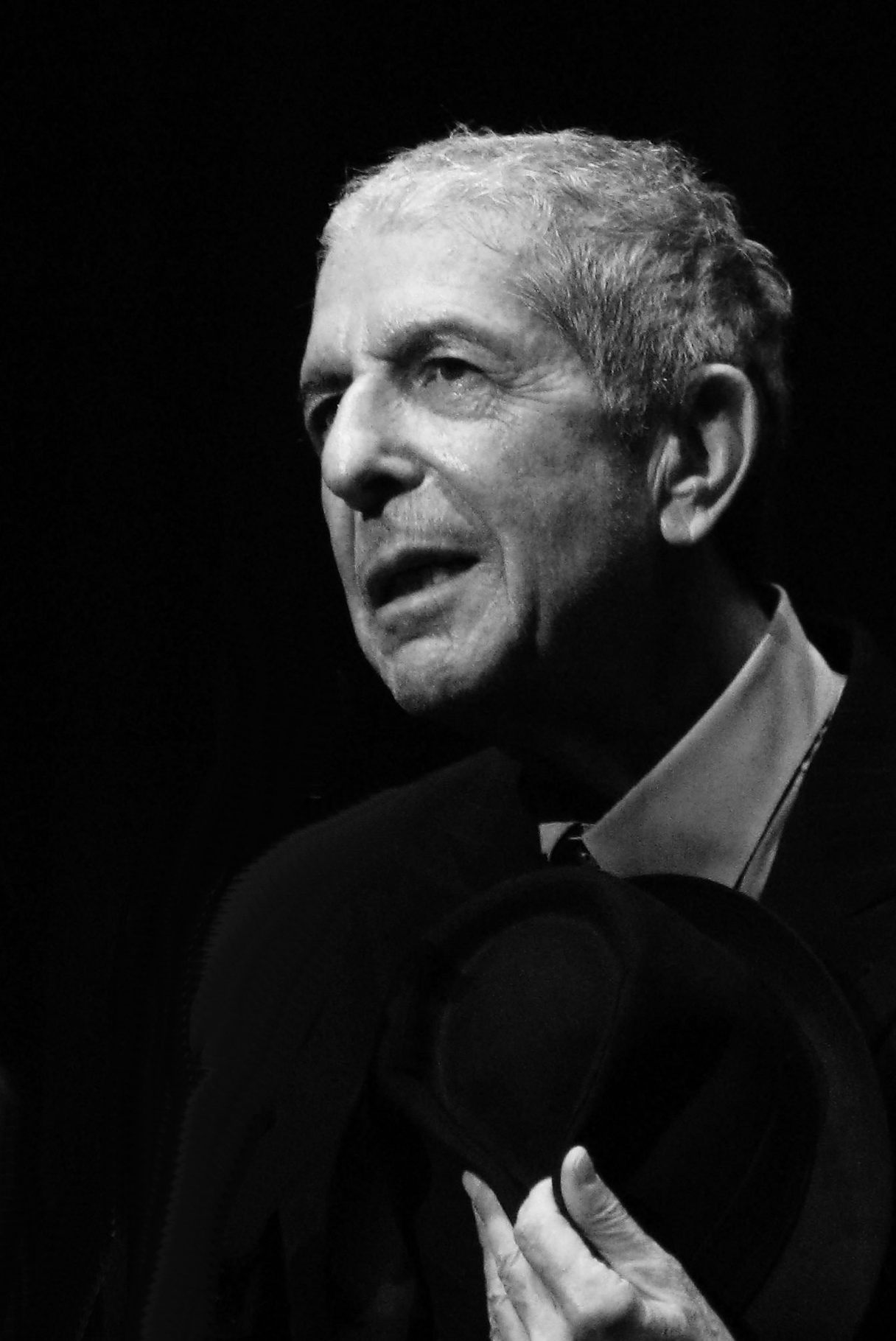
Leonard Cohen en 2008.

Conocido especialmente por su faceta de cantautor, sus letras son muy emotivas y líricamente complejas; sus tres ejes temáticos predominantes, el amor, la religión y las relaciones de pareja, deben más a los juegos de palabras y metáforas poéticas de la literatura culta que a las convenciones de la música folk. Cohen canta con una voz muy peculiarmente grave, ha influido en muchos otros cantautores y sus canciones han sido interpretadas por muchos otros artistas. A causa del pesimismo que irradian sus letras, la prensa lo ha considerado "el depresivo no químico más poderoso del mundo".
Los temas recurrentes en la obra de Cohen son el amor y el sexo, la religión, la depresión psicológica, la bohemia, la angustia urbana, la propia biografía personal y la música en sí misma; aunque también ha abordado otros asuntos políticos, lo ha hecho a veces de modo ambiguo.
El amor y el sexo son temas habituales en la música popular; la experiencia de Cohen como novelista y poeta le dota de una sensibilidad especial para tratarlos. Suzanne, probablemente la primera canción de Cohen que atrajo la atención de públicos amplios, mezcla cierto tipo de amor con la meditación religiosa, mezcla que igualmente se produce en Joan of Arc.
Famous Blue Raincoat ofrece el punto de vista de un hombre cuyo matrimonio se ha roto debido a la infidelidad de su esposa con un amigo de él. La canción está escrita en forma de carta a ese amigo, al que escribe: “Supongo que te echo de menos, supongo que te perdono. Debes saber que tu enemigo está dormido y que su mujer es libre” (“I guess that I miss you/ I guess I forgive you... Know your enemy is sleeping/ And his woman is free”), mientras que en Everybody Knows toca varios temas entre ellos retoma su sentido espiritual y trata posiblemente en una estrofa de la cruda realidad del sida aunque no directamente. En Sisters of Mercy evoca el amor auténtico (agape más que eros) que encuentra en una habitación de hotel con dos mujeres de Edmonton y Chelsea Hotel #2 describe su aventura con Janis Joplin de un modo bastante poco sentimental.

## Discografía
| Álbumes de estudio - 1967: Songs of Leonard Cohen - 1969: Songs from a Room - 1971: Songs of Love and Hate - 1974: New Skin for the Old Ceremony - 1977: Death of a Ladies' Man - 1979: Recent Songs - 1984: Various Positions - 1988: I'm Your Man - 1992: The Future - 2001: Ten New Songs - 2004: Dear Heather - 2012: Old Ideas - 2014: Popular Problems - 2016: You Want It Darker - 2019: Thanks for the Dance Álbumes en directo - 1973: Live Songs - 1994: Live in Concert - 2001: Field Commander Cohen: Tour of 1979 - 2009: Live in London - 2009: Live At The Isle Of Wight 1970 - 2010: Songs From The Road - 2012: Live in Fredericton (EP) - 2014: Live in Dublin - 2015: Can't Forget: A Souvenir of the Grand Tour | Álbumes recopilatorios - 1975: The Best of Leonard Cohen - 1997: More Best of Leonard Cohen - 2002: The Essential Leonard Cohen - 2011: The Complete Studio Albums Collection Homenajes - 1991: I'm Your Fan - 1995: Tower of Song - 2005: Disparen a Cohen - 2006: Leonard Cohen: I'm Your Man - 2007: According to Leonard Cohen / Según Leonard Cohen |

## Filmografía
- Leonard Cohen: I'm Your Man Dir. Lian Lunson (2005)
- Live in London (2009)
- Songs From The Road (2010) - Incluye un documental grabado por su hija Lorca.

## Libros (traducidos)

### Poesía
- Comparemos mitologías (Let Us Compare Mythologies, 1956), traducción de Antonio Resines (1979)
- La caja de especias de la tierra (The Spice-Box of Earth, 1961), traducción de Alberto Manzano (1999)
- Flores para Hitler (Flowers for Hitler, 1964), traducción de Antonio Resines (1981)
- Parásitos del paraíso (Parasites of Heaven, 1966), traducción de Antonio Resines (1982)
- La energía de los esclavos (The Energy of Slaves, 1972), traducción de Antonio Resines (1974)
- Memorias de un mujeriego (Death of a Lady's Man, 1978), traducción de Antonio Resines (1982)
- El libro de la misericordia (Book of Mercy, 1984), traducción de Alberto Manzano (1986)
- Un acorde secreto (Stranger Music, 1993), traducción de Alberto Manzano (1996)
- El libro del anhelo (Book of Longing, 2006), traducción de Alberto Manzano (2006)
- La llama (The flame, 2018), traducción de Alberto Manzano (2018)

### Novela
- El juego favorito (The Favourite Game, 1963), traducción de Blanca Teran y Susan Hendry (Fundamentos, 1974). Reedición con traducción de Agustín Pico Estrada y prólogo de Ray Loriga (Lumen, 2017).
- Los hermosos vencidos (Beautiful Losers, 1966), traducción de Javier Sainz y Susan Hendry (Fundamentos, 1975). Reedición con traducción de Laura Wittner y prólogo de Ray Loriga (Lumen, 2017).
- Un ballet de leprosos. Una novela y relatos inéditos (A ballet of lepers. A novel and stories, 2022), traducción de Miguel Temprano García (Lumen, 2023). Edición de una novela corta que Cohen escribió siendo un veinteañero, junto a otros textos (relatos, un guion, etc). Aparte del que da título al libro, incluye los siguientes textos:
  - «San Jig»; «Muy bien, Herb, muy bien, Flo»; «Señales»; «Polly»; «Cien trajes de Rusia»; «Ceremonias»; «Los episodios del señor Euemer»; «El ritual del Afeitado»; «Canción de cuna»; «Una semana es mucho tiempo»; «El corazón de gramola»; «¿Qué David?»; «Relato en una isla griega»; «he tenido muchas mascotas»; «Un niño raro con un martillo»; «Comercio».

### Cancioneros
- Poemas escogidos, traducción de Jorge Ferrer-Vidal (Plaza & Janés, 1972)
- Canciones [2 volúmenes], traducción de Alberto Manzano (Fundamentos, 1979 y 1989)
- Canciones y nuevos poemas [2 volúmenes], traducción de Alberto Manzano (Edicomunicaciones, 1986)
- A mil besos de profundidad .Canciones y poemas ( 1979-2006)  [ 2 libros ]. Traducción de Alberto Manzano. ( Colección Visor de Poesía , 2006 y 2017).

## Su influencia en otros artistas
Sus canciones cantadas por otros artistas:
- Neil Diamond en su álbum Rainbow del año 1973, versifica la canción '«Suzanne».
- Joan Manuel Serrat canta «Suzanne» traducida al catalán («Susanna») en el concierto y posterior disco Banda sonora d'un temps, d'un país en 1996.
- Kiko Veneno incluye en su disco Dice la gente (Warner, 2010) una versión libre, y en español, de «Bird on the wire» titulada «Pájaro en el cable».
- La letra de «Take this Waltz» (álbum I'm your Man, 1988) es una adaptación del poema «Pequeño vals vienés», de Federico García Lorca, al que Cohen admiraba; de hecho su hija se llama Lorca en honor al poeta granadino. La canción ha sido interpretada por Enrique Morente y Lagartija Nick, en su álbum Omega (1996), y por Ana Belén en su álbum Lorquiana (1998).
- Christina Rosenvinge interpretó una versión en español de «Famous blue raincoat», titulada «Impermeable azul».
- «Hallelujah» ha sido interpretada por multitud de artistas, entre otros Enrique Morente. Quizás la versión más conocida es la de Jeff Buckley, en su álbum Grace (1994). Cabe destacar que el grupo Il Divo, en su álbum "The Promise" (2009) hacen una adaptación al español de «Hallelujah».
- En el álbum Omega, de Enrique Morente y Lagartija Nick, se interpretan cuatro canciones de Leonard Cohen: «First we take Manhattan», «Priests», «Hallelujah» y «Take this waltz».
- La canción «Priests» de Cohen nunca salió al mercado cantada por él. Tan solo ha sido grabada por Enrique Morente (bajo el título «Sacerdotes»), Richie Havens y Judy Collins.
- «Who By Fire» (álbum New Skin For The Old Ceremony, 1974) fue interpretada por Enrique Bunbury en un sencillo extraído de su álbum Pequeño (XX Aniversario).
- «Who By Fire» también se interpretó por Human Drama en su álbum "Fourteen Thousand Three Hundred Eighty Four Days Later: Live."
- «Who By Fire» también fue interpretado por el grupo Coil en su álbum "Horse Rotorvator".
- «Who By Fire» también es interpretado por la ya finada cantante Lhasa de Sela.
- «Dance me to the end of love» interpretada por Human Drama en su álbum "cause and effect".
- «First we take Manhattan» ha sido interpretada por R.E.M. en su álbum de versiones y caras B "The Real Ultra Rare Tracks" así como por el grupo de gothic metal "Sirenia".
- Nacho Vegas suele interpretar en directo la «Canción del extranjero», versión en español de «The stranger song».
- Nick Cave grabó una versión del tema de Leonard Cohen «Avalanche» (que aparece en Songs of Love and Hate) para su disco From Her to Eternity.
- La cantautora Marissa Nadler versiona «Famous Blue Raincoat» en el disco Songs III: Bird on the water.
- «Famous Blue Raincoat» ha sido versionada por el cantautor uruguayo Eduardo Darnauchans, en el original inglés, con la particularidad de que en su acompañamiento se utiliza un bajo de seis cuerdas, usado como guitarra (interpretado por Shyra Panzardo).
- «I'm your man» también es interpretada por el cantante Michael Bublé en su álbum "Call me Irresponsible"
- «Memories» (del álbum Death of a Ladies' Man) es interpretado en vivo por The Last Shadows Puppets, integrada por Alex Turner (Arctic Monkeys) y Miles Kane (The Rascals), en su concierto Electric Proms.
- Jorge Drexler toca una milonga con la letra de la canción «Dance me to the end of love» en el disco Cara B.
- En 2018 se estrena el espectáculo Flamencohen, de Alberto Manzano y Paula Domínguez.[59]
- Los Tigres del Norte, realizan una versión en español a «Folson Prision Blues», en 2019.
- Lana del Rey canta una versión de la canción dedicada a Janis Joplin titulada «Chelsea Hotel No. 2»

Leonard Cohen en las canciones de otros artistas:
- Leonard Cohen es mencionado en la canción «Pennyroyal Tea» de Nirvana, en «Los restos del naufragio» de Enrique Bunbury, y en «Testimonio» de Hilario Camacho.
- «Famous Blue Raincoato» del (álbum Songs Of Love & Hate, 1971) inspiró a Nacho Vegas su canción «Al norte del norte» (álbum Actos inexplicables, 2001).
- Joaquín Sabina ha declarado que su canción «En pie de guerra» (álbum Alivio de luto, 2006) es una versión “libérrima” y en español de «There is a War» (1974).
- El músico argentino Kevin Johansen le ha dedicado la canción «Everybody Says» de su álbum "Logo", publicado en 2007.
- El final de la canción «La barbarie (Aleluya Nº 8)», de Luis Eduardo Aute (álbum "A día de Hoy", 2007), hace referencia al tema de Cohen "The Future" (1992).
- Luca Prodan inspira su canción «Perdedores hermosos» (álbum homónimo, 1996) en la novela de Cohen "Beautiful Losers".
- Leonard Cohen es mencionado en «Canciones que no hablan de amor», tema de Diego Vasallo, recogido en su álbum "Criaturas" (1997).
- La canción «The Chelsea Hotel Oral Sex Song» de Jeffrey Lewis, artista del movimiento Anti-folk neoyorquino, remite a Cohen, a su "Chelsea Hotel #2" y al encuentro sexual que en ella describía.
- El cantautor sevillano Manuel Cuesta incluye «Chelsea Hotel» en su último disco, "La vida secreta de Peter Parker". Es una traducción y adaptación de la canción «Chelsea Hotel n.º 2», como homenaje a Cohen.
- El cantante zaragozano Enrique Bunbury menciona a Leonard Cohen en su canción «Los restos del naufragio».
- La canción «Up with the birds» de Coldplay (del álbum Mylo Xyloto, 2011) contiene versos de «Anthem».

Sus canciones en el cine:
- "There is a war" y "Lover, lover, lover" aparecen en la película The Backwoods Bosque de sombras 2007 de Koldo Serra
- "Suzanne" aparece en la BSO de la película Salvador Puig Antich, de 2006.
- "Hallelujah", interpretada por John Cale, sirve de fondo en la primera versión de la película Shrek (2001) para la escena de los preparativos para la frustrada boda de la princesa Fiona y Lord Farquaad, para el final de la película Los Edukadores (2005) y la versión de Cohen, es utilizada para la película Watchmen del 2009, adaptación de la Novela Gráfica homónima de Alan Moore y Dave Gibbons, en la escena de sexo entre Nite Owl II y Silk Spectre II, en la serie Scrubs, el episodio 4 de la primera temporada, la canción aparece como final del episodio.
- "First we take Manhattan" es utilizada en los créditos finales de la película Watchmen en el 2009.
- "The Partisan" aparece al final de la película El Lobo (2004), de Miguel Courtois.
- "Waiting for the miracle" y "The Future" forman parte de la BSO de la película Natural Born Killers (1994), de Oliver Stone.
- "Everybody knows" tiene un gran protagonismo en la película Exótica (1994), de Atom Egoyan.
- «I'm your man» está incluida en la BSO de "The Secretary" ("La secretaria"), así como en la película Querido Diario (1993), de Nanni Moretti.
- La banda sonora de "El tiempo de la felicidad" Manuel Iborra contiene Bird on the Wire, Suzanne y So long Marianne
- En la BSO de la película El Mundo según Barney (2010) se incluyen las canciones "I'm your man" y "Dance Me To The End Of Love".
- También se utilizan canciones suyas ("The Stranger Song", "Sisters of Mercy" y "Winter Lady") en la película McCabe & Mrs. Miller (1971; en español, Del Mismo Barro).
- La canción Hallelujah, es utilizada en unos de los capítulos de la serie "Dr. House" y en la serie "The O.C.". Así como en la película "Shrek"
- La canción Suzanne abre una de las partes en que está dividida la película Breaking the waves (1996) de Lars Von Trier.
- La canción The Land of Plenty aparece en la película de Wim Wenders Tierra de abundancia.
- La canción A Thousand Kisses Deep aparece en la película "El buen ladrón (The good thief)" de Neil Jordan.
- La canción Waiting For The Miracle aparece en Jóvenes Prodigiosos (Wonder Boys) dirigida por Curtis Hanson en el año 2000.
- La banda sonora de Fata Morgana, de Werner Herzog, contiene música de Leonard Cohen.
- La canción Who by fire es utilizada en capítulos de la serie The Americans.
- La canción  You Want It Darker es utilizada en capítulos de la serie Billons en el año 2018.

Leonard Cohen en la literatura:
- Su álbum Songs of Love and Hate es mencionado en una novela en catalán titulada Crònica del Caos (2006).
- José Agustín menciona a Leonard Cohen en su libro Cerca del fuego (1986), específicamente en el cuento La rueda de la fortuna.
- Miguel Delibes hace referencia a sus canciones en el libro El disputado voto del señor Cayo (1978).
- En Libro de Manuel, Julio Cortázar menciona las canciones de Cohen.

Otras influencias:
- El grupo de rock gótico The Sisters of Mercy toma su nombre de la canción de Cohen del mismo nombre.
- La canción "Memories" fue interpretada por el grupo inglés The Last Shadow Puppets en su gira de otoño 2008.
- Su canción "You Want It Darker" es la sintonía de entrada del podcast "Crims" de Catalunya Ràdio.